# Phalangacris alluaudi
Phalangacris alluaudi är en insektsart som beskrevs av Bolívar, I. 1895. Phalangacris alluaudi ingår i släktet Phalangacris och familjen syrsor. IUCN kategoriserar arten globalt som akut hotad. Inga underarter finns listade i Catalogue of Life.
Denna insekt förekommer endemisk i en liten region på ön Mahé som ingår i Seychellerna. Den lever i kulliga områden vid 350 till 600 meter över havet. Delar av regionen är deklarerad som nationalpark. Habitatet utgörs av molnskogar och exemplaren gömmer sig under överhängande klippor.
Beståndet hotas av landskapsförändringar. Insekten undviker delvis regioner med introducerade växter som äkta kanel eller Clidemia hirta. Införda råttor och tanrekar kan äta insekten. IUCN kategoriserar arten globalt som akut hotad.